# Italia ai campionati del mondo di atletica leggera 1983
La squadra italiana ai campionati del mondo di atletica leggera 1983, disputati a Helsinki dal 7 al 14 agosto, è stata composta da 36 atleti (24 uomini e 12 donne).

## Uomini
I 24 uomini ottennero 15 piazzamenti da finale e conquistarono tre medaglie.
| Specialità          | Atleta                                                           | Turno            | Risultato | Prestazione | Note             |
| ------------------- | ---------------------------------------------------------------- | ---------------- | --------- | ----------- | ---------------- |
| 100 m               | Pierfrancesco Pavoni                                             | Batteria         | Q         | 10"33       |                  |
| 100 m               | Pierfrancesco Pavoni                                             | Quarti di finale | Eliminato | 10"44       |                  |
| 110 m ostacoli      | Daniele Fontecchio                                               | Batteria         | Eliminato | 14"05       |                  |
| 200 m               | Pietro Mennea                                                    | Batteria         | Q         | 20"80       |                  |
| 200 m               | Pietro Mennea                                                    | Quarti di finale | Q         | 20"68       |                  |
| 200 m               | Pietro Mennea                                                    | Semifinale       | Q         | 20"68       |                  |
| 200 m               | Pietro Mennea                                                    | Finale           | Bronzo    | 20"51       |                  |
| 200 m               | Carlo Simionato                                                  | Batteria         | Q         | 20"76       |                  |
| 200 m               | Carlo Simionato                                                  | Quarti di finale | Q         | 20"75       |                  |
| 200 m               | Carlo Simionato                                                  | Semifinale       | Q         | 20"60       |                  |
| 200 m               | Carlo Simionato                                                  | Finale           | 7º        | 20"69       |                  |
| 400 m               | Roberto Ribaud                                                   | Batteria         | dq        |             |                  |
| 800 m               | Donato Sabia                                                     | Batteria         | Eliminato | 1'47"62     |                  |
| 1 500 m             | Stefano Mei                                                      | Batteria         | q         | 3'39"93     |                  |
| 1 500 m             | Stefano Mei                                                      | Semifinale       | Eliminato | 3'41"78     |                  |
| 1 500 m             | Claudio Patrignani                                               | Batteria         | Q         | 3'38"35     |                  |
| 1 500 m             | Claudio Patrignani                                               | Semifinale       | Eliminato | 3'38"36     |                  |
| 3 000 m siepi       | Mariano Scartezzini                                              | Batteria         | q         | 8'28"27     |                  |
| 3 000 m siepi       | Mariano Scartezzini                                              | Semifinale       | q         | 8'23"30     |                  |
| 3 000 m siepi       | Mariano Scartezzini                                              | Finale           | 9º        | 8'21"17     |                  |
| 5 000 m             | Salvatore Antibo                                                 | Batteria         | Q         | 13'44"05    |                  |
| 5 000 m             | Salvatore Antibo                                                 | Semifinale       | Q         | 13'33"12    |                  |
| 5 000 m             | Salvatore Antibo                                                 | Finale           | 13º       | 13'40"76    |                  |
| 10 000 m            | Alberto Cova                                                     | Batteria         | Q         | 27'46"61    |                  |
| 10 000 m            | Alberto Cova                                                     | Finale           | Oro       | 28'01"04    |                  |
| Salto in alto       | Luca Toso                                                        | Qualifica        | q         | 2,21 m      |                  |
| Salto in alto       | Luca Toso                                                        | Finale           | 10º       | 2,26 m      |                  |
| Salto in alto       | Gianni Davito                                                    | Qualifica        | Eliminato | 2,10 m      |                  |
| Salto in lungo      | Giovanni Evangelisti                                             | Qualifica        | Eliminato | 7,70 m      |                  |
| Salto in lungo      | Marco Piochi                                                     | Qualifica        | Eliminato | 7,52 m      |                  |
| Getto del peso      | Alessandro Andrei                                                | Qualifica        | q         | 19,57 m     |                  |
| Getto del peso      | Alessandro Andrei                                                | Finale           | 7º        | 20,07 m     |                  |
| Lancio del martello | Giampaolo Urlando                                                | Qualifica        | Eliminato | 72,06 m     |                  |
| Maratona            | Gianni Poli                                                      | Finale           | 7º        | 2h11'05"    |                  |
| Maratona            | Marco Marchei                                                    | Finale           | 13º       | 2h11'47"    |                  |
| Maratona            | Giampaolo Messina                                                | Finale           | dnf       |             |                  |
| Marcia 20 km        | Maurizio Damilano                                                | Finale           | 7º        | 1h21'57"    |                  |
| Marcia 20 km        | Carlo Mattioli                                                   | Finale           | 18º       | 1h25'53"    |                  |
| Marcia 20 km        | Alessandro Pezzatini                                             | Finale           | 24º       | 1h27'15"    |                  |
| Marcia 50 km        | Alessandro Bellucci                                              | Finale           | 7º        | 3h55'38"    |                  |
| Staffetta 4×100 m   | Stefano Tilli Carlo Simionato Pierfrancesco Pavoni Pietro Mennea | Batterie         | Q         | 39"40       |                  |
| Staffetta 4×100 m   | Stefano Tilli Carlo Simionato Pierfrancesco Pavoni Pietro Mennea | Semifinali       | Q         | 38"74       |                  |
| Staffetta 4×100 m   | Stefano Tilli Carlo Simionato Pierfrancesco Pavoni Pietro Mennea | Finale           | Argento   | 38"37       | Record nazionale |
| Staffetta 4×400 m   | Stefano Malinverni Donato Sabia Mauro Zuliani Roberto Ribaud     | Batterie         | Q         | 3'07"90     | [ 1 ]            |
| Staffetta 4×400 m   | Stefano Malinverni Donato Sabia Mauro Zuliani Roberto Ribaud     | Semifinali       | Q         | 3'05"70     | [ 2 ]            |
| Staffetta 4×400 m   | Stefano Malinverni Donato Sabia Mauro Zuliani Roberto Ribaud     | Finale           | 5ª        | 3'05"10     | [ 3 ]            |

## Donne
Le 12 donne ottennero 4 piazzamenti da finale e nessun podio.
| Specialità             | Atleta                                                    | Turno            | Risultato | Prestazione | Note             |
| ---------------------- | --------------------------------------------------------- | ---------------- | --------- | ----------- | ---------------- |
| 200 m                  | Marisa Masullo                                            | Batteria         | Q         | 23"37       |                  |
| 200 m                  | Marisa Masullo                                            | Quarti di finale | Q         | 23"58       |                  |
| 200 m                  | Marisa Masullo                                            | Semifinale       | Eliminata | 23"36       |                  |
| 400 m                  | Erica Rossi                                               | Batteria         | Q         | 53"51       |                  |
| 400 m                  | Erica Rossi                                               | Quarti di finale | Eliminata | 53"88       |                  |
| 400 m ostacoli         | Giuseppina Cirulli                                        | Batteria         | Eliminata | 57"43       |                  |
| 1 500 m                | Gabriella Dorio                                           | Batteria         | Q         | 4'09"45     |                  |
| 1 500 m                | Gabriella Dorio                                           | Finale           | 7ª        | 4'04"73     |                  |
| 3 000 m                | Agnese Possamai                                           | Batteria         | Q         | 8'46"68     |                  |
| 3 000 m                | Agnese Possamai                                           | Finale           | 6ª        | 8'37"96     | Record nazionale |
| Salto in alto          | Sara Simeoni                                              | Qualifica        | Eliminata | 1,84 m      |                  |
| Lancio del giavellotto | Fausta Quintavalla                                        | Qualifica        | Eliminata | 59,34 m     |                  |
| Maratona               | Laura Fogli                                               | Finale           | 6ª        | 2h33'31"    |                  |
| Maratona               | Rita Marchisio                                            | Finale           | 11ª       | 2h35'08"    |                  |
| Maratona               | Alba Milana                                               | Finale           | dnf       |             |                  |
| Staffetta 4×100 m      | Carla Mercurio Erica Rossi Daniela Ferrian Marisa Masullo | Batteria         | Eliminata | 44"46       |                  |